# The Refrigerator Monologues
The Refrigerator Monologues è un romanzo narrativo di supereroi del 2017, scritto da Catherynne M. Valente e illustrato da Annie Wu. L'opera presenta dei chiari riferimenti a personaggi femminili dei fumetti, analizzando in chiave femminista i destini da loro subiti a favore dei personaggi maschili di cui sono comprimari.

## Concezione dell'opera
Il titolo del romanzo fa riferimento allo spettacolo teatrale I monologhi della vagina e al termine "Donne nel frigorifero" (Women in refrigerator); quest'ultimo indica un espediente narrativo tipico dei fumetti di supereroi, consistente nel sottoporre i personaggi femminili a violenze e morti particolarmente brutali esclusivamente per favorire lo sviluppo dei protagonisti maschili. 
Valente è stata motivata a scrivere l'opera in seguito al suo disappunto per l'uccisione del personaggio di Gwen Stacy (interpretato da Emma Stone) nel film del 2014 The Amazing Spider-Man 2; ha affermato che la rabbia è derivata dal fatto che, poco prima di morire, Gwen affermi con sprezzo che nessuno può prendere per lei le sue decisioni, solo lei può farlo, portando avanti il messaggio sottinteso che, "quando le donne fanno le proprie scelte, il risultato è un disastro".

## Trama
La storia è ambientata a Deadtown, un aldilà per i personaggi di un universo supereroistico. L'aspetto del posto è a metà tra un piacevole quartiere bohémien e un'inquietante necropoli e, oltre ai morti, è popolato da gargoyle amichevoli e colti che si danno da fare per rendere il più piacevole possibile l'esistenza ultraterrena dei defunti. A causa della tendenza dei personaggi fumettistici di tornare in vita, spesso gli abitanti di Deadtown sono costretti (volontariamente o meno) ad andarsene; inoltre, i morti indossano gli abiti con cui sono stati sepolti, anche se non dicono nulla sulla loro vera natura. Per passare il tempo, i defunti si godono cibo estinto e la cultura caduta nell'oblio, oltre che raccontarsi storie sulle loro vite.
In particolare, sei donne si incontrano regolarmente per commiserarsi e condividere le loro esperienze, accomunate dall'essere state vittime di varie forme di sessismo della cultura dei supereroi e supercattivi. Ogni personaggio rappresenta un chiaro riferimento a un personaggio Marvel o DC. Il gruppo si è autonominato "Hell Hath Club".
- Paige Embry (Gwen Stacy)[4]: Paige è la principale narratrice e "custode" delle storie delle compagne, essendo una dei pochi personaggi di Deadtown la cui morte è definitiva. In vita, Paige era una promettente ventenne che lavorava in un laboratorio, dove aveva contribuito a sviluppare una particolare sostanza chiamata ipermercurio. Una notte, Paige introdusse nel laboratorio il suo ragazzo, Tom Thatcher, per mostrargli la sua creazione, ma qualcosa andò storto e l'ipermercurio conferì a Tom dei superpoteri. Il ragazzo decise di diventare un supereroe sotto l'alias di Kid Mercury con la complicità di Paige, che sequestrò il resto dell'ipermercurio dal laboratorio e lo nascose nella sua stanza. Tuttavia il loro professore di musica, il dottor Augustus, scoprì quanto successo a Tom, e minacciò Embry per costringerla a consegnargli la sostanza da lei creata, che lo rese il supercriminale Doctor Nocturne. Nocturne, tra le altre cose, mandò in uno stato vegetativo la madre di Paige dopo averla torturata, e mise sotto scacco la città. Nonostante Kid Mercury raccomandò a Paige di rimanere al sicuro in casa, la ragazza raggiunse ugualmente il ponte su cui stava avvenendo lo scontro nella speranza di rimediare aiutando a sconfiggere il criminale, ma Nocturne la spinse dabbasso e, quando Tom riuscì a bloccare la sua caduta, la forza della frenata spezzò il collo di Paige. La ragazza riflette malinconicamente sul fatto che Tom non abbia poi mai provato a riportarla in vita pur avendone la possibilità, e che ora ha una nuova "brava ragazza" che rimane a casa quando le viene chiesto.
- Julia Ash (Jean Grey)[4]: Fin da giovane età, Julia dimostrò di essere una potente telepate; venne quindi raggiunta dalla Professoressa Yes, che la condusse a una scuola per ragazzi con superpoteri come lei, dove Julia si integrò e fece amicizia con molti compagni. Dopo il diploma, Julia viene scelta da Yes per far parte di una squadra di eroi chiamata Millennial Men, di cui lei è l'unico membro femminile; durante una missione nello spazio, la ragazza entra in contatto con un'entità chiamata Charybdis, che aumenta esponenzialmente i suoi poteri. Ciò finisce per preoccupare i suoi compagni, i quali ritengono che Julia non sia in grado di controllarla e le chiedono di sopprimere le sue nuove capacità finché non avranno capito la loro portata. In seguito, durante uno scontro con il super Lodestone e il suo sgherro Retcon, il ragazzo di Julia viene ucciso e la ragazza viene sopraffatta dal dolore. I Millennial Men la vedono come una prova che Julia non riesce a contenere il suo nuovo potere e iniziano a cercarla, mentre lei si ritira in preda al lutto. Julia si lascia consumare da Charybdis, che inizia a vagare per l'universo e consuma una stella prima di essere abbattuta dai Millennial Men. Julia si ritrova bloccata in un costante recap delle sue azioni, subendo più volte dure punizioni a causa delle macchinazioni di Retcon, mentre osserva come i suoi compagni maschi abbiano fatto anche errori peggiori durante le loro missioni da eroi, venendo sempre perdonati, mentre per lei non c'è alcuna possibilità di redenzione.
- Pauline Ketch (Harley Quinn)[4]: Unica supercriminale del gruppo, Pauline era una ragazza stravagante e squilibrata che, a causa dei crimini commessi, venne inviata al manicomio penitenziario di Sarkomand. Qui si invaghì del criminale Mr. Punch, ossessionato dal voler scoprire la vera identità del supereroe Grimdark. Pauline gli rivelò di conoscerla e, in questo modo, convinse Mr. Punch a diventare una coppia, compiendo diversi crimini insieme. Un giorno, Mr. Punch convinse Pauline a rivelargli la vera identità di Grimdark e lei lo assecondò pensando che ormai i loro sentimenti siano autentici; tuttavia, una volta ottenuto da lei quello che voleva, Mr. Punch la uccise annegandola nella vasca da bagno. Ciò nonostante, Pauline è comunque convinta che Mr Punch la ami e che abbia solo voluto fare uno scherzo, aspettando con fiducia che la riporti in vita.
- Blue Bayou (Mera)[4]: Bayou è l'unica membro del gruppo a non essere effettivamente morta, ma a riuscire comunque a fare via vai dal mondo dei vivi a Deadtown. Ex principessa di Atlantide, un giorno emerse in superficie per sballarsi con l'ossigeno e venne avvicinata da un uomo di nome John Heron, che la soccorse credendola in difficoltà. Ancora sotto l'effetto per lei stupefacente dell'aria, Bayou ebbe con lui un rapporto sessuale, per poi apprendere che in realtà l'uomo era almeno in parte un atlantideo e usa i suoi poteri acquatici per agire come supereroe sulla terraferma. Bayou restò incinta e in breve tempo partorì un figlio, Angus. I tre tornarono ad Atlantide, ma scoprirono che l'ex violento di Bayou aveva preso il controllo della città, uccidendo la regina madre di Bayou. Lei e John combatterono il criminale, ma nello scontro lui riuscì a uccidere Angus. Bayou si prese a carico il governo di Atlantide, portando a termine numerose missioni, ma John e i suoi colleghi supereroi non le chiesero mai di unirsi alla loro squadra e iniziarono a ritenere che non fosse in possesso delle sue facoltà mentali a causa della sua sofferenza per la morte di Angus. Anche John iniziò a voler prendere le distanze di Bayou, finendo per farla ricoverare in un ospedale psichiatrico accusandola di essere malata di mente, mentre il ruolo di regnante passò a un cugino di Bayou. La donna continua a dirigersi a Deadtown nella speranza di ritrovare Angus ed esprime profondo disprezzo per il marito.
- Daisy Green (Karen Page)[4]: Daisy era un'attraente ragazza aspirante attrice che, non riuscendo a sfondare a Hollywood, finì per lavorare come segretaria per un suo conoscente, Misha Malinov. Una notte, Malinov salvò Daisy dal supercriminale Miasma e le rivelò di essere il supereroe Insomniac. I due iniziarono una relazione, ma Daisy soffriva d'ansia a causa della paura costante di sapere il consorte impegnato in missioni potenzialmente mortali. Dopo la tragica morte dei genitori in un incidente aereo, la ragazza lasciò Misha e si trasferì altrove, iniziando una proficua carriera da attrice porno sotto l'alias di Delilah Daredevil. Tuttavia, con il passare del tempo la sua fama nel settore scemò, portandola ad assumere delle droghe fino a morire in una clinica. Daisy ritiene che i supereroi, per poter sopravvivere ai loro scontro quotidiani, "aspirino" la fortuna a tutti coloro che li circondano, com'è successo a lei e ai suoi genitori.
- Samantha Dane (Alexandra DeWitt)[4]: Samantha è l'ultimo membro a unirsi al gruppo. Era un'aspirante fotografa fidanzata con Jason Remarque, il supereroe Chiaroscuro. Il giorno del suo compleanno, Samantha venne uccisa per strangolamento da un supercriminale nemico di Chiaroscuro, che poi la rinchiuse nel frigorifero di casa sua poco prima che spirasse, così che Jason la ritrovasse al suo rientro.

Dopo l'arrivo di Samantha a Deadtown, le altre donne del gruppo la confortano e accolgono tra di loro. Assistono insieme a un'esibizione musicale punk rock dei gargoyle, esprimendo sollievo per essersi "liberate" dalle sofferenze del mondo dei supereroi.

## Accoglienza
Publishers Weekly lo ha definito "abbagliante", "brillantemente furioso" e "un piacere pieno di rabbia", notando che "non è richiesta alcuna esperienza nel campo dei fumetti" - sebbene The Portland Press-Herald ritenga che "dipenda molto" sfruttare la conoscenza da parte di un insider della tradizione dei fumetti per "il massimo divertimento".
Den of Geek lo ha descritto come "catarticamente arrabbiato" e ha elogiato la "voce vivida e specifica" di ogni personaggio. Vox ha affermato che è "mordentemente sarcastico e malinconicamente dispiaciuto, e sempre ferocemente arrabbiato". Kirkus Reviews lo ha giudicato "intrattenente ma non divertente", e "spietato ma coinvolgente e provocatorio", mentre The Washington Post lo ha giudicato "divertente ma pesante".

## Adattamento
Nel dicembre 2018, Amazon Studios ha annunciato che Shauna Cross stava sviluppando un episodio pilota per un adattamento di The Refrigerator Monologues, intitolato "Deadtown".